# Bossa nova
Bossa nova (portugalsko: [ˈbɔsɐ ˈnɔvɐ] ) je sproščen slog sambe, razvit v poznih 1950-ih in zgodnjih 1960-ih v Riu de Janeiru v Braziliji. Zanj je značilen predvsem umirjen sinkopiran ritem z akordi in slogom prstov, ki posnemajo takt samba groova, kot da bi šlo za poenostavitev in stilizacijo na kitari ritma, ki ga proizvaja samba šolski bend. Druga odločilna značilnost sloga je uporaba nekonvencionalnih akordov v nekaterih primerih s kompleksnimi postopki in 'dvoumnimi' harmonijami. Pogosta napačna predstava je, da so ti zapleteni akordi in harmonije izpeljani iz jazza, vendar samba kitaristi uporabljajo podobne aranžmajske strukture že od zgodnjih 1920-ih, kar kaže na primer vzporednega razvoja slogov in ne na preprost prenos iz jazza v bossa novo. Kljub temu je na bossa novo vplival jazz, tako v uporabljenih harmonijah kot tudi v inštrumentaciji pesmi, danes pa številne pesmi bossa nove veljajo za jazzovske standarde. Povečanje priljubljenosti bossa nove je pripomoglo k prenovi sambe in prispevalo k modernizaciji brazilske glasbe na splošno.
Ena večjih novosti bossa nove je bil način sintetiziranja ritma sambe na klasični kitari. Po besedah muzikologa Gilberta Mendesa je bila bossa nova ena od »treh ritmičnih faz sambe«, v kateri je João Gilberto iz tradicionalne sambe izvlekel takt bossa. Sinteza, ki jo je izvajala Gilbertova kitara, je bila redukcija batucade sambe, stilizacije, proizvedene iz enega od tolkal: palec je stiliziral surdo; kazalec, sredinec in prstanec, oblikovani kot tamborim. V skladu s to tezo tudi glasbeniki, kot so Baden Powell, Roberto Menescal in Ronaldo Bôscoli, razumejo takt bossa nove kot izvleček iz tamborimske igre v bateriji.

## Etimologija
V Braziliji je beseda bossa staromoden sleng za nekaj, kar je narejeno s posebnim šarmom, naravnim pridihom ali prirojeno sposobnostjo. Že leta 1932 je Noel Rosa uporabil to besedo v sambi:
"O samba, a prontidão e outras bossas são nossas coisas, são coisas nossas."
(»Samba, pripravljenost in drugi bossas so naše stvari, so stvari iz nas.«)
Besedna zveza bossa nova v portugalščini dobesedno pomeni 'nov trend' ali 'novi val'. Natančen izvor izraza bossa nova je po mnenju nekaterih avtorjev dolga desetletja ostal nejasen. V umetniški kulturi plaže poznih 1950-ih v Riu de Janeiru se je izraz bossa uporabljal za označevanje vsakega novega 'trenda' ali 'modnega vala'. V svoji knjigi Bossa Nova brazilski avtor Ruy Castro trdi, da so glasbeniki že v 1950-ih uporabljali besedo bossa kot besedo za označevanje sposobnosti posameznika za idiosinkratično igranje ali petje. Castro trdi, da je bil izraz bossa nova morda prvič uporabljen v javnosti za koncert, ki ga je leta 1957 organizirala Grupo Universitário Hebraico do Brasil ('Hebrejska univerzitetna skupina Brazilije'). Avtorstvo izraza bossa nova pripisujejo takrat mlademu novinarju Moysesu Fuksu, ki je dogodek promoviral. To skupino so sestavljali Sylvia Telles, Carlos Lyra, Nara Leão, Luiz Eça, Roberto Menescal in drugi. Opis gospoda Fuksa, ki ga je v celoti podprla večina članov bossa nove, se je preprosto glasil HOJE. SYLVIA TELLES E UM GRUPO BOSSA NOVA (»Danes. Sylvia Telles in skupina 'Bossa Nova'«), saj je bila Sylvia Telles najbolj znana glasbenica v takratni skupini. Leta 1959 je Nara Leão sodeloval tudi pri več kot eni embrionalni predstavitvi bossa nove. Ti vključujejo 1. Festival de Samba Session, ki ga je vodila študentska zveza Pontifícia Universidade Católica. Tej seji je predsedoval Carlos Diegues (kasneje ugledni filmski režiser Cinema Novo), študent prava, s katerim se je Leão nazadnje poročil.

## Zgodovina
Leta 1959 je izšel zvočni posnetek filma Črni Orfej (Orfeu Negro), ki je vključeval prihodnji Manhã de Carnaval, 'Jutro karnevala'. Slog se je pojavil v času, ko je bila samba-canção prevladujoč ritem na brazilski glasbeni sceni. Prvič se je pojavil na albumu Canção do Amor Demais, na katerem je pevka Elizeth Cardoso posnela dve skladbi dua Antônio Carlos Jobim in Vinicius de Moraes, Outra Vez in Chega de Saudade, ki ju je spremljala kitara Joãa Gilberta. To je bilo prvič, da je bahijski glasbenik predstavil takt svoje kitare, ki je postal značilen za slog. S spremljavo Cardosinega glasu je Gilberto uvedel novost v načinu uravnavanja ritma, s poudarjanjem šibkih trenutkov, da bi izvedel sintezo takta sambe v kitaro.
Leta 1959 je izšel bossa album Joãa Gilberta, ki vsebuje skladbi Chega de Saudade in Bim Bom. Velja za mejnik rojstva bossa nove in vključuje tudi Gilbertov inovativen način petja sambe, ki ga je navdihnil Dorival Caymmi. Z LP-jem Chega de Saudade, izdanim leta 1959, je Gilberto utrdil bossa novo kot nov slog igranja sambe. Njegov inovativen način igranja in petja sambe v kombinaciji s harmonijami Antônia Carlosa Jobima in besedili Viniciusa de Moraesa je takoj našel odmev med glasbeniki, ki so iskali nove pristope k sambi v Riu de Janeiru, na mnoge je vplival ameriški jazz. Leta 1964 sta João Gilberto in Stan Getz izdala album Getz/Gilberto. Nato se je pojavilo umetniško gibanje okoli Gilberta in drugih profesionalnih umetnikov, kot so Jobim, Moraes in Baden Powell, med drugimi, ki je pritegnilo mlade amaterske glasbenike iz Južne cone Ria – kot so Carlos Lyra, Roberto Menescal, Ronaldo Bôscoli in Nara Leão. Jorge Ben je napisal Mas que Nada leta 1963, Sergio Mendes & Brazil 66 pa sta leta 1966 pridobila bossa rock hit Mas que Nada. Uveden je bil v dvorano slavnih Latin Grammyja. V 1960-ih so ameriški jazz umetniki, kot so Stan Getz, Hank Mobley, Zoot Sims, Paul Winter in Quincy Jones, posneli bossa jazz albume.
Bossa nova še naprej vpliva na popularno glasbo po vsem svetu. Primer je pesem Break on Through (To the Other Side) ameriške rock skupine The Doors, še posebej utrip bobna. Bobnar John Densmore je izjavil, da so nanj zelo vplivali zvoki Brazilije, ko je pripravljal bobnarski del za pesem. Novejša referenca je islandska jazz pop pevka Laufey in njena uspešnica From The Start, s svojim ritmom, prežetim z bossa novo.

## Glasbila

### Klasična kitara
Bossa nova se najpogosteje izvaja na klasični kitari z najlonsko struno, na katero se igra s prsti in ne s trzalico. Njeno najčistejšo obliko bi lahko šteli za kitaro brez spremljave z vokali, kot jo je ustvaril, pionir in ponazoril João Gilberto. Celo v večjih, jazzu podobnih aranžmajih za skupine je skoraj vedno prisotna kitara, ki igra osnovni ritem. Gilberto je v bistvu vzel eno od več ritmičnih plasti iz ansambla sambe, natančneje tamborima, in jo uporabil za roko za trganje. Kot pravi brazilski glasbenik Paulo Bittencourt, se je João Gilberto, znan po svoji ekscentričnosti in obseden z idejo o iskanju novega načina igranja kitare, včasih zaprl v kopalnico, kjer je več ur zapored igral en in isti akord.

### Bobni in tolkala
Tako kot v sambi surdo igra ostinatno figuro na nizkem taktu prvega, 'ah' prvega, nizkem drugem in 'ah' drugega. Vzorec clave zveni zelo podobno kot dva-tri ali tri-dva sin clave kubanskih slogov, kot je mamba, vendar je drugačen v tem, da je stran 'dva' clave potisnjena z osmino. V tolkalski sekciji za bossa novo je pomembna tudi cabasa, ki igra enakomeren vzorec šestnajstine. Ti deli so zlahka prilagodljivi bobnarskemu setu, zaradi česar je bossa nova precej priljubljen brazilski slog za bobnarje.

## Struktura
Nekateri drugi instrumenti in vokali so prav tako del strukture bossa nove. Ti vključujejo:

### Bossa nova in samba
Bossa nova ima v svojem jedru ritem, ki temelji na sambi. Samba združuje ritmične vzorce in občutek, ki izvira iz afro-brazilskih skupnosti sužnjev. Sambin poudarek na drugem taktu se prenese v bossa novo (do te mere, da je pogosto notiran v 2/4 taktu). Vendar za razliko od sambe bossa nova nima plesnih korakov, ki bi jo spremljali. Pri igranju na kitaro v preprostem enotaktnem vzorcu palec igra basovske note na 1 in 2, medtem ko prsti unisono trgajo akorde na dveh osminkah prvega takta, čemur sledi druga šestnajstina takta dva. Dvotaktni vzorci običajno vsebujejo sinkopacijo v drugi takt. Na splošno ima ritem občutek 'zibanja' in ne 'zibanja' jazza. Kot skladatelj bossa nove Carlos Lyra opisuje v svoji pesmi Influência do Jazz, se »ritem sambe premika od strani do strani«, medtem ko se jazz premika »spredaj nazaj«. Obstaja tudi nekaj dokazov, ki kažejo na glasbeni vpliv bluesa v bossa novi, čeprav ta učinek ni takoj prepoznaven v žanrski strukturi.

### Vokal
Poleg sloga kitare je bila druga inovacija Joãa Gilberta projekcija pevskega glasu. Pred bossa novo so brazilski pevci uporabljali medeninaste, skoraj operne sloge. Zdaj je značilna nosna vokalna produkcija bossa nove posebna značilnost ljudskega izročila caboclo severovzhodne Brazilije.

### Teme in besedila
Lirične teme, ki jih najdemo v bossa novi, vključujejo ženske, ljubezen, hrepenenje, domotožje, naravo. Bossa Nova je bila pogosto apolitična. Glasbena besedila poznih 1950-ih so prikazovala lahkotno življenje Brazilcev srednjega do višjega razreda, čeprav je bila večina prebivalstva v delavskem razredu. V povezavi s političnimi dogodki v zgodnjih 1960-ih (zlasti vojaški državni udar leta 1964) je priljubljenost bossa nove zasenčila Música popular brasileira, glasbena zvrst, ki se je pojavila okoli sredine 1960-ih in je vsebovala besedila, ki so bila bolj politično nabita in se osredotočala na boj delavskega razreda.

## Ples
Bossa nova je bil tudi modni ples, ki je ustrezal glasbi. Predstavljen je bil v poznih 1950-ih in je izginil sredi 1960-ih. Glasba Bossa nova je s svojimi mehkimi, prefinjenimi vokalnimi ritmi in improvizacijami zelo primerna za poslušanje, vendar kljub temu ni postala plesna glasba močno promocijo v 1960-ih. Slog osnovnih plesnih korakov je glasbi dobro ustrezal. Plesalo se je na 'mehkih' kolenih, ki so omogočala bočno nihanje z gibi bokov, plesalo pa se je lahko tako solo kot v paru. Objavljenih je bilo približno deset različnih preprostih stopničastih vzorcev.
Različica osnovnega 8-taktnega vzorca je bila: »korak naprej, udarec, korak nazaj, korak skupaj, ponovitev z nasprotne noge«. Različica tega vzorca je bila nekakšna počasna hoja sambe, pri čemer je zgoraj »stopiti skupaj« nadomestil »zamenjaj«. Okraski so vključevali polaganje ene roke na lasten trebuh in mahanje z drugo roko v višini pasu v smeri nihanja, po možnosti s klikom prsta.